# Mužinac
Mužinac (izvirno srbsko Мужинац) je naselje v Srbiji, ki upravno spada pod Občino Sokobanja; slednja pa je del Zaječarskega upravnega okraja.

## Demografija
V naselju živi 415 polnoletnih prebivalcev, pri čemer je njihova povprečna starost 50,5 let (49,9 pri moških in 51,1 pri ženskah). Naselje ima 120 gospodinjstev, pri čemer je povprečno število članov na gospodinjstvo 3,83.
To naselje je, glede na rezultate popisa iz leta 2002, večinoma srbsko, a v času zadnjih treh popisov je opazno zmanjšanje števila prebivalcev.
|  |

| Demografija | Demografija     | Demografija     |
| Leto        | Št. prebivalcev | Št. prebivalcev |
| ----------- | --------------- | --------------- |
|             |                 |                 |
|             |                 |                 |
|             |                 |                 |
|             |                 |                 |
| 1948        | 922             |                 |
| 1953        | 922             |                 |
| 1961        | 895             |                 |
| 1971        | 835             |                 |
| 1981        | 762             |                 |
| 1991        | 643             | 622             |
| 2002        | 480             | 459             |
|             |                 |                 |

| Etnična sestava po popisu iz leta 2002 | Etnična sestava po popisu iz leta 2002 | Etnična sestava po popisu iz leta 2002 | Etnična sestava po popisu iz leta 2002 | Etnična sestava po popisu iz leta 2002 |
| -------------------------------------- | -------------------------------------- | -------------------------------------- | -------------------------------------- | -------------------------------------- |
| Srbi                                   | Srbi                                   |                                        | 456                                    | 99,34%                                 |
| Madžari                                | Madžari                                |                                        | 1                                      | 0,21%                                  |
| Makedonci                              | Makedonci                              |                                        | 1                                      | 0,21%                                  |
| Neznano                                | Neznano                                |                                        | 1                                      | 0,21%                                  |